# Луций Аврелий Орест (консул 157 пр.н.е.)
Вижте пояснителната страница за други личности с името Луций Аврелий Орест.
Луций Аврелий Орест (на латински: Lucius Aurelius Orestes) e политик на Римската република през 2 век пр.н.е.
Произлиза от клон Орест на плебейската фамилия Аврелии и е баща на Луций Аврелий Орест (консул 126 пр.н.е.) и дядо на Луций Аврелий Орест (консул 103 пр.н.е.).
През 157 пр.н.е. е избран за консул заедно със Секст Юлий Цезар.